# Stenmurarbi
Stenmurarbi (Osmia inermis) är ett bi i familjen buksamlarbin. Biet är solitärt, icke samhällsbildande; det är dock inte ovanligt att flera honor bygger sina larvbon tillsammans.

## Utseende
Ett bi med svart, ometallisk grundfärg. Huvud och mellankropp har gulvit behårig, vingarna är mörka. Hanen är något kortare än honan (9 mm mot hennes 10 mm) och med något bredare ansikte.

## Ekologi
Stenmurarbiet föredrar glesbevuxen mark, gärna högländer med högt betestryck. Flygperioden varar från slutet av maj till juli. Nektarkällor återfinns bland videsläktet, hallonsläktet och blåbärssläktet.. Pollen tycks dock hämtas från ärtväxter som kärringtand.

### Fortplantning
Stenmurarbiet är som sagt icke samhällsbildande, men flera honor bygger gärna sina larvbon tillsammans under stenar och andra objekt. En sådan koloni kan innehålla mer än 200 celler. De har oval form, och konstrueras av söndertuggat växtmaterial. Arten övervintrar som passiv vilolarv. Det förekommer att kokongerna angrips av parasitstekeln Chrysura hirsuta.

## Utbredning
Arten förekommer både i gamla och nya världen; i Europa från norra Fennoskandien till norra Spanien och österut till Grekland, och i Nordamerika från Labradorhalvön, Quebec, över New England till Wisconsin. Det är reproducerande i Sverige och betecknas där som livskraftigt.